# あの夏が聴こえてくる
『あの夏が聴こえてくる』（あのなつがきこえてくる）は、ロカビリーバンド・MAGICの8枚目のシングル。1995年4月21日にメルダックから発売。

## 内容
山口憲一（ギター）、久米浩司（ドラム）脱退後で、小坂浩人（ギター）、菅井敏昭（ドラム）加入後の作品。プロデュースに織田哲郎を迎えており、初の外部作品。アルバムのタイトル曲となった。
前作の「マリアのように抱きしめてくれ」より売上が伸びたかのように思えるが、「内容がロカビリーというより、純粋なロックだった」という意見があった。とはいえ、上澤津孝（ボーカル）は、「新たな道に進んだ」として、現在でも気に入っている模様。
カップリング「LAST HERO」は谷田部憲昭（ベース）が初めて作曲を手がけた。当時TWINZER（生沢佑一・松川敏也）と所属レコード会社が一緒で、織田と手を組んでいるが、ビーイングプロデュースではない。2007年6月に発売したボックス・セット「ROCK'A BEAT COLLCTION」にて、初収録。

## 収録曲
全編曲:織田哲郎
1. あの夏が聴こえてくる
作詞:小田佳奈子
作曲:織田哲郎
フジテレビ系列バラエティ番組『今田耕司のシブヤ系うらりんご』エンディングテーマ
2. LAST HERO
作詞:上澤津孝
作曲:谷田部憲昭
3. あの夏が聴こえてくる（Instrumental）

## 演奏
- 織田哲郎 - ギター・キーボード・プログラミング・コーラス
- MAGIC
  - 上澤津孝 - ボーカル
  - 谷田部憲昭 - ウッドベース
  - 小坂浩人 - ギター
  - 菅井敏昭 - ドラム